# Slag bij Carthage
De Slag bij Carthage vond plaats op 5 juli 1861 in Jasper County, Missouri. Deze slag is ook bekend als de Slag bij Dry Fork. 1100 Noordelijke soldaten stonden onder het bevel van de ervaren kolonel Franz Sigel. Hij probeerde Missouri voor de unie te behouden. De Missouri State Guard stond onder leiding van gouverneur Claiborne Fox Jackson. Hij had 4000 onervaren en slecht uitgeruste soldaten onder zijn bevel. Hoewel de slag geen tactische of strategische voordelen opleverde, wordt deze slag toch gezien als een overwinning voor de Zuidelijken. Dankzij deze overwinning melden veel mannen zich aan als vrijwilliger voor de Zuidelijke zaak.

## Achtergrond
Voor de oorlog was Missouri verdeeld op politiek vlak. St. Louis en de omliggende steden sympathiseerden met het Noorden. Er was een sterke economische band. Er waren geen slaven in dit gebied en de grote groep Duitse immigranten was sterk gekant tegen de slavernij. De gouverneur van Missouri, Claiborne F. Jackson, was gewonnen voor de Zuidelijke zaak. Hij kreeg veel steun van de andere bevolkingsgroepen. Jackson hield zich officieel neutraal, maar er gingen geruchten rond dat hij het arsenaal van St. Louis wilde innemen ten voordele van de Zuidelijken.
Na de Aanval op Fort Sumter in april 1861, riep president Abraham Lincoln vrijwilligers op om het Zuiden te verslaan. Aan Missouri werden 4 regimenten gevraagd. Gouverneur Jackson weigerde dit verzoek in te willigen. Hij riep echter wel de Missouri State Militia op. Met deze troepen wilde Jackson het arsenaal innemen. De commandant van het arsenaal, kapitein Nathaniel Lyon zou dit echter verhinderen.
Lyon was fel gekant tegen de slavernij en had zo zijn eigen plannen met het arsenaal. Om de wapens uit handen te houden van Jackson, had Lyon al een groot deel in het geheim verhuisd naar Illinois. Hij omsingelde het kamp van de State Militia en dwong ze tot overgave. De krijgsgevangenen liet hij door de straten van St. Louis marcheren. Dit lokte veel protest uit. Toch werd Lyon gepromoveerd tot brigadegeneraal en kreeg het bevel over het Army of the West.
Op 10 juni 1861 vond er een ontmoeting plaats tussen Jackson en Lyon om de meningsverschillen op een beschaafde manier op te lossen. Deze ontmoeting boekte geen resultaten. Lyon leidde zijn leger richting Jefferson City, de hoofdplaats van Missouri. Kolonel Franz Sigel trok op naar Springfield.
De Missouri State Guard trok zich terug naar Boonville. Na de Slag bij Boonville op 17 juni trok de State Guard zich terug naar het zuiden. Een ander eenheid van de State Guard onder leiding van Sterling Price trok zich terug naar Lexington. Sigels manschappen namen Springfield en Jefferson City in. Hij bereidde zich voor om op te rukken naar Carthage. Daar hoopte hij de terugtrekkende State Guard tegen te houden en te verslaan. Op 3 juli maakten Jacksons en Prices' eenheden contact met elkaar. Jackson had nu ongeveer 6.000 soldaten onder zijn bevel. De uitrusting liet echter te wensen over. Ze droegen jachtgeweren, messen of meestal helemaal niets. Op 4 juli arriveerde Sigel in Carthage met ongeveer 1.100 soldaten.
Toen Jackson vernam dat Sigel net buiten Carthage zijn kamp had opgeslagen, besloot hij dit klein Noordelijk leger aan te vallen en te vernietigen. Op 5 juli leidde Jackson zijn soldaten naar het zuiden. Op ongeveer 15 km van Carthage ontmoetten de twee opponenten elkaar. Na het opstellen van hun troepen naderden de tegenstanders elkaar tot op 800 m.

## De slag
De artillerie van Sigel opende het vuur. Jacksons artillerie vuurde terug. Na enkele schermutselingen tussen de opponenten zag Sigel een grote zuidelijke eenheid naar een nabijgelegen bos marcheren op zijn linkerflank. Hij dacht dat deze eenheid zijn flank zou aanvallen, waarop Sigel besloot om zich terug te trekken. Wat hij niet wist, was dat deze Zuidelijke eenheid uit onbewapende mannen bestond die geen bedreiging vormden voor zijn leger. De Zuidelijken zetten de achtervolging in. Sigel slaagde erin te ontsnappen door een geducht achterhoedegevecht te leveren. Tegen de avond bereikte Sigel Carthage. Na het invallen van de duisternis trok hij zijn troepen terug naar Sarcoxie.

## Gevolgen
De slag zelf had weinig tactische of strategische gevolgen. Toch vierden de pro-Zuidelijke elementen in Missouri deze slag als hun eerste overwinning. Dit was de enige slag tijdens het conflict waarin een zittende gouverneur zijn troepen aanvoerde.